# 趙楒
英国公趙楒（1120年—？），宋朝宗室。 
宋朝第八代皇帝宋徽宗赵佶的第二十八子，生年在1120年，生母安妃刘氏。宣和二年七月廿八丙寅（1120年8月23日），宋徽宗封子赵楒为英国公。随后靖康之变爆发，趙楒等宋徽宗几个幼子都没有来得及封王爵。